# Ostricourt

Ostricourt este o comună în departamentul Nord, Franța. În 1 ianuarie 2022 avea o populație de 6.014 de locuitori.